# كلية جون كينيدي (برلين)
كلية جون كينيدي هي مدرسة دولية عامة تقع في برلين، ألمانيا.

## الروابط الخارجية
1. ↑  "معلومات عن كلية جون كينيدي (برلين) على موقع stadtentwicklung.berlin.de". stadtentwicklung.berlin.de. مؤرشف من الأصل في 2016-12-24.

- JFKS Alumni website